# Convento di Herrenchiemsee
L'ex convento di Herrenchiemsee è un edificio sull'Herrenchiemsee, adibito oggi a museo e pinacoteca, che una volta era sede di un convento di canonici agostiniani. Il complesso edilizio del convento subì nel 1803 la secolarizzazione e prese il nome di Antico Castello di Herrenchiemsee (Alte Schloss Herrenchiemsee).

## Storia
Secondo la tradizione il convento sarebbe stato fondato da Tassilone III di Baviera. Esso fu così l'insediamento monastico più antico della Baviera e precedette di circa settant'anni il monastero di San Pietro a Salisburgo, considerato a lungo il più antico monastero di lingua tedesca. Dalla fondazione fino al 1130 fu un monastero benedettino e nel 1130 passò ai canonici agostiniani. Nel 1158 venne terminata una basilica romanica a tre navate. Nel 1215 Salisburgo istituì la diocesi di Chiemsee, il cui vescovo però risiedeva nella stessa Salisburgo ed i canonici agostiniani del convento costituirono il capitolo del vescovato, alla cui testa stava un prevosto, che dal 1218 fu anche arcidiacono dell'unico arcidiaconato della diocesi. Fin dal 1131 la chiesa conventuale, dedicata ai santi Sisto e Sebastiano, venne elevata alla dignità di cattedrale.
Nel XV secolo il convento conobbe un periodo di grande splendore. Nel 1446 il prevosto Ulrico Häupl ottenne il diritto a portare le insegne pontificali. Dopo il 1498 il prevosto Ruperto Puetinger venne insignito del titolo di conte palatino del Laterano, che gli fruttava il lucrativo diritto di conferire stemmi.  Seguirono però poi malgoverno e indebitamenti tanto che dal 1552 al 1562 il convento venne sottoposto ad un'amministrazione laica. Solo sotto il prevostato di Arsenius Ulrich, che proveniva dal convento di Santa Croce di Augusta e che diresse quello di Herrenchemsee fino al 1653, quest'ultimo poté ristabilirsi.
Nel 1642 venne iniziata la costruzione di un nuovo convento, che durò fino al 1731. Tra il 1676 e il 1678, sotto la direzione dell'architetto svizzero proveniente dal Cantone dei Grigioni, Lorenzo Scianca, venne eretto un nuovo duomo in stile barocco. Dal 1700 al 1704 lo svizzero, anch'egli dei Grigioni, Antonio Riva, costruì il piano per il principe e dal 1727 al 1730 venne predisposto l'ultimo piano, destinato alla prelatura. Nel 1803 il convento venne secolarizzato. Divenuto di proprietà statale, fu acquistato nel medesimo anno dal commerciante Carl von Lüneschloß; nel 1807 il duomo venne profanato e l'anno successivo il vescovato fu abolito. Tra il 1818 ed il 1820 il nuovo proprietario, il grossista di Monaco Alois von Fleckinger fece abbattere le torri e nella ex navata centrale installò una birreria;  l'altar maggiore finì a Rimsting e l'organo a Tittmoning.  L'edificio conventuale divenne l'Antico Castello di Herrenchiemsee (Alte Schloss Herrenchiemsee). Dal 1840 al 1870 l'isola fu proprietà del conte Paul Maria Vogt von Hunoltstein, che lo vendette poi ad un'azienda di legnami del Württemberg che progettava il disboscamento dell'isola. Ciò venne impedito dall'intervento del re Ludovico II di Baviera, che nel 1873 acquistò l'intera isola per 350.000 fiorini, allo scopo di costruirci, dal 1878, il nuovo castello di Herrenchiemsee.
In una sala del convento ebbe luogo, dal 10 al 23 agosto 1948, l'Assemblea Costituente tedesca, che deliberò per realizzare la nuova Costituzione della Repubblica Federale di Germania.

## Descrizione
Parte del convento è oggi destinata a museo e pinacoteca. Al pianterreno si trova la sala della biblioteca. Si tratta di un ambiente destinato a biblioteca, il cui spazio è scandito da una fila di colonne a centro sala ed affrescato e arricchito di stucchi, opere di Johann Baptist Zimmermann. L'ala dei Principi, di Antonio Riva, è costituita a piano terra dalle cucine della comunità ed al secondo piano da due splendide sale, decorate dai pittori Benedikt Albrecht e Eustachius KKendlbacher: la Sala dell'Imperatore e la Sala del Giardino. In queste sale trovavano alloggio gli ospiti d'alto rango del convento, fra i quali i vescovi del Chiemsee, che risiedevano in via normale a Salisburgo.
L'ala della prelatura (1727-1730), realizzata su progetto del gesuita Joseph Guldimann, ospita oggi la mostra permanente dei quadri del pittore tedesco Julius Exter.

### Galleria d'immagini

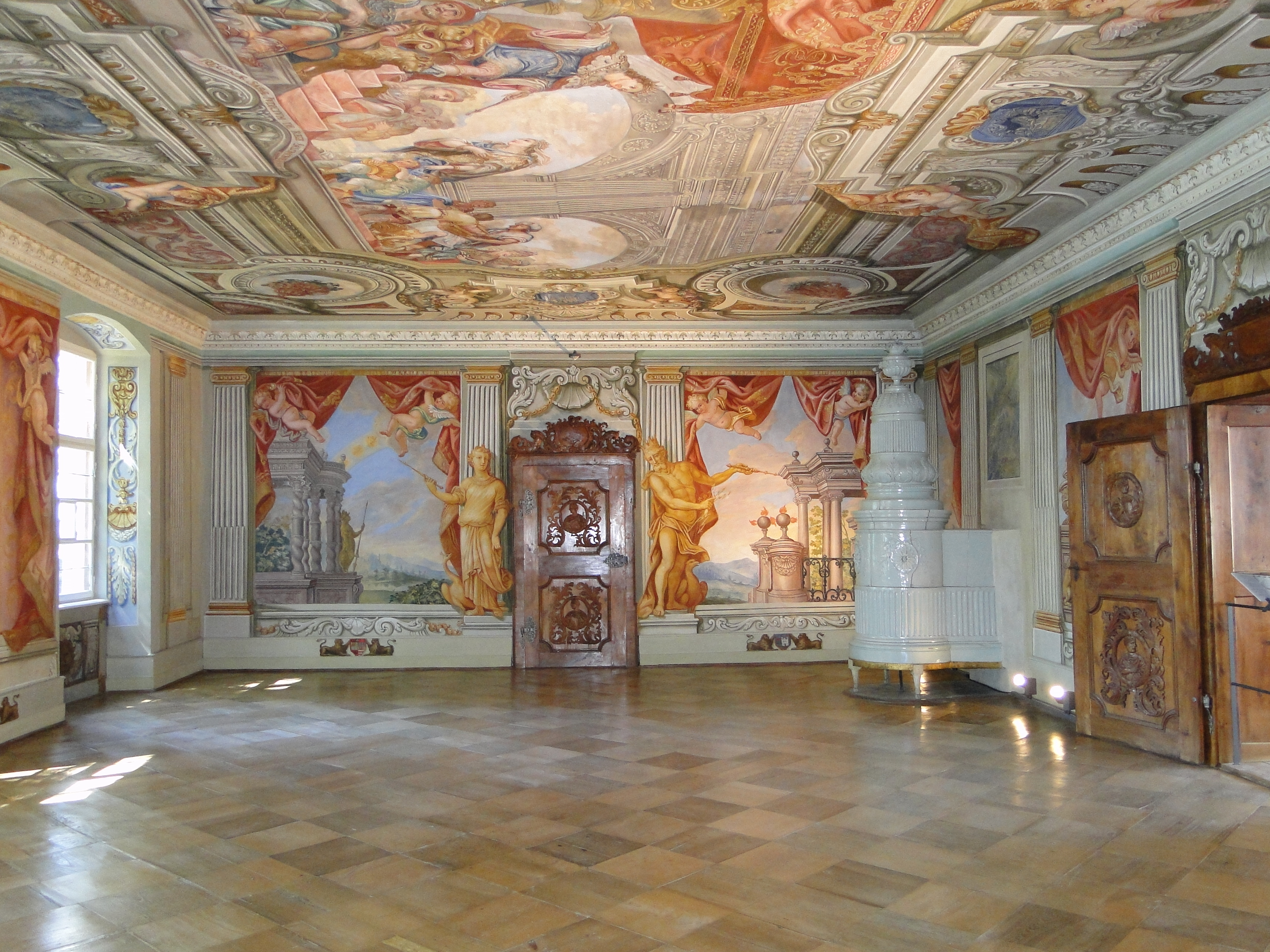
La Gartensaal
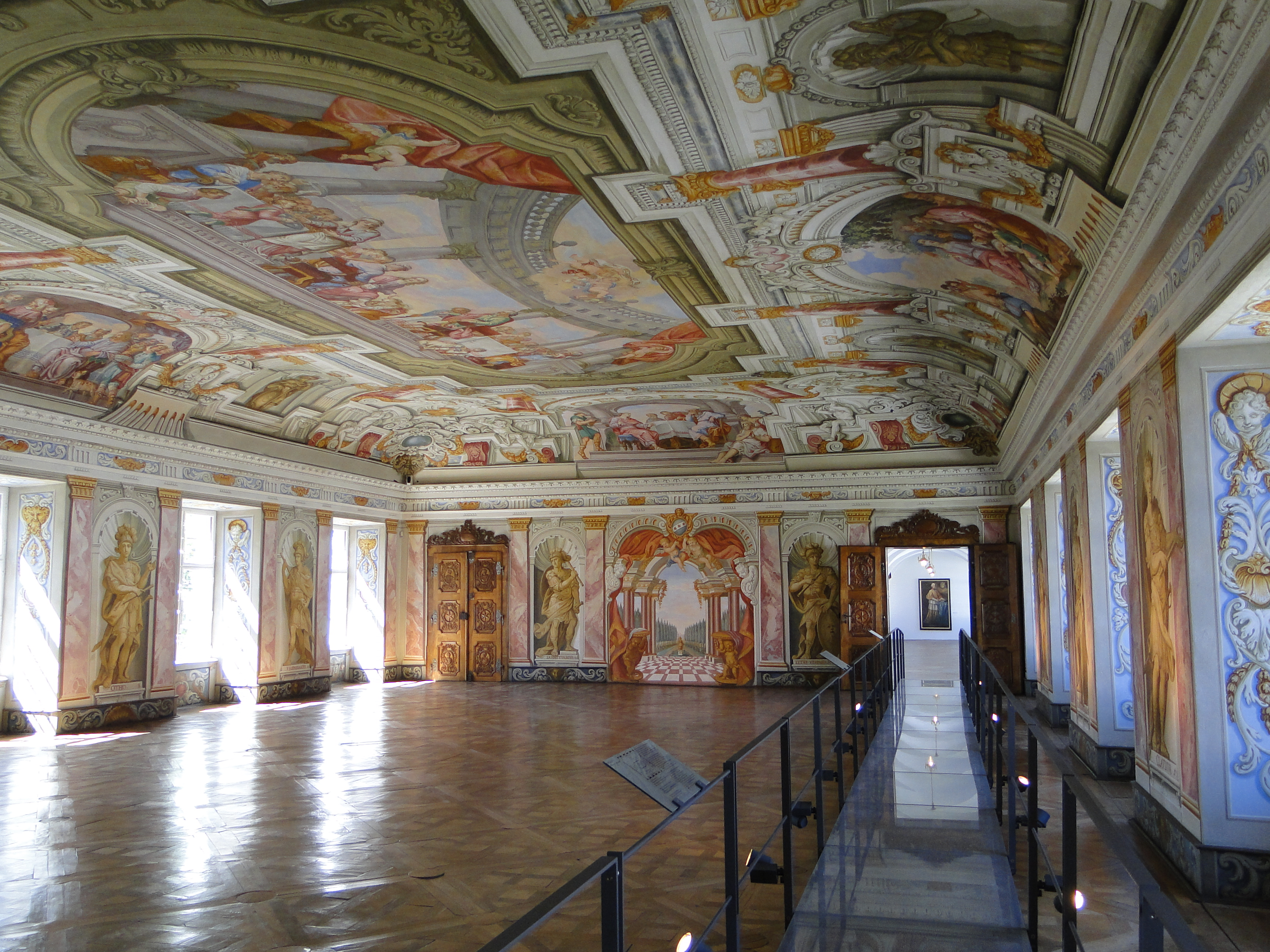
La sala dell'Imperatore – Vista dall'ingresso
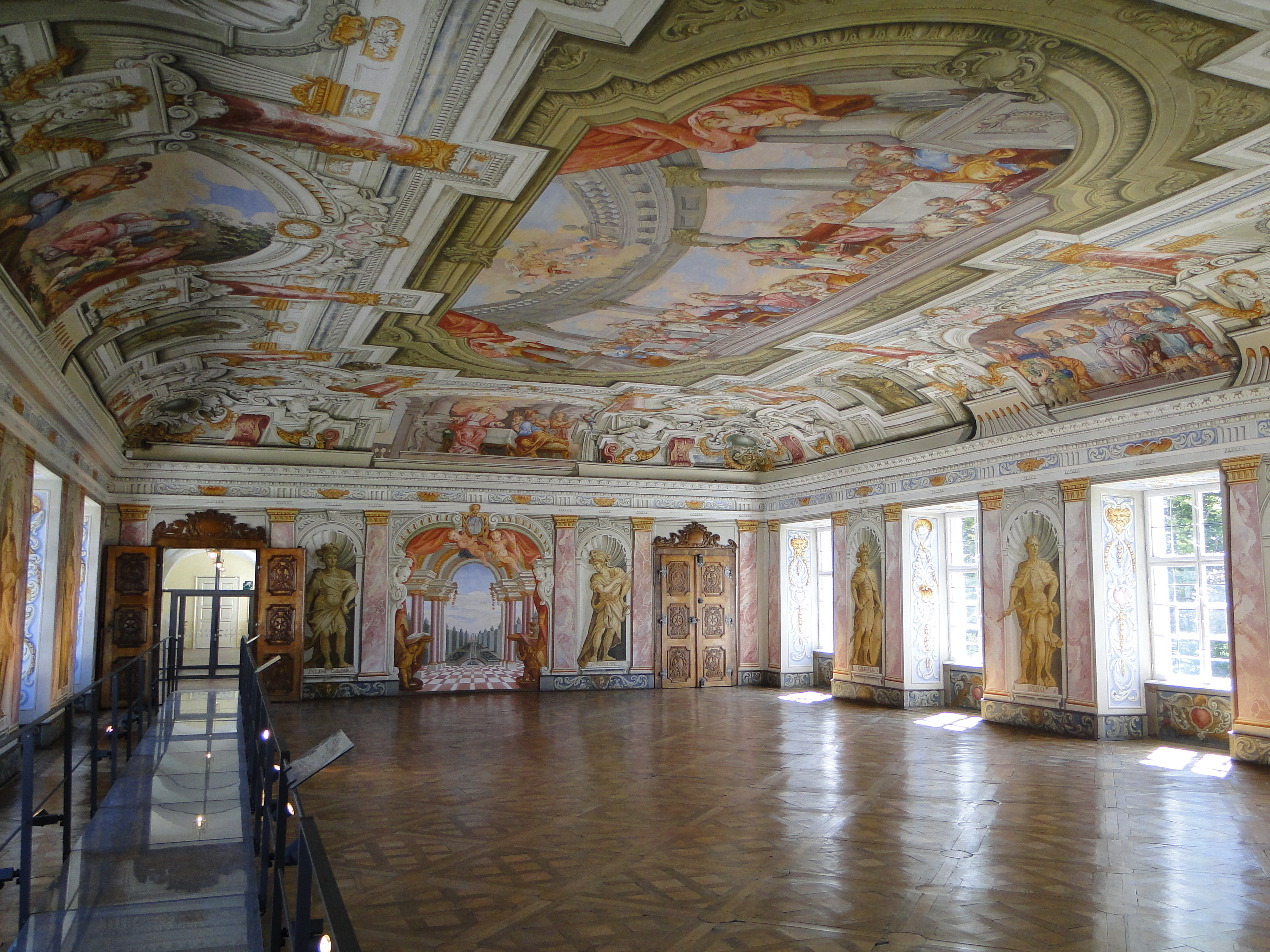
La sala dell'Imperatore – Vista dall'uscita
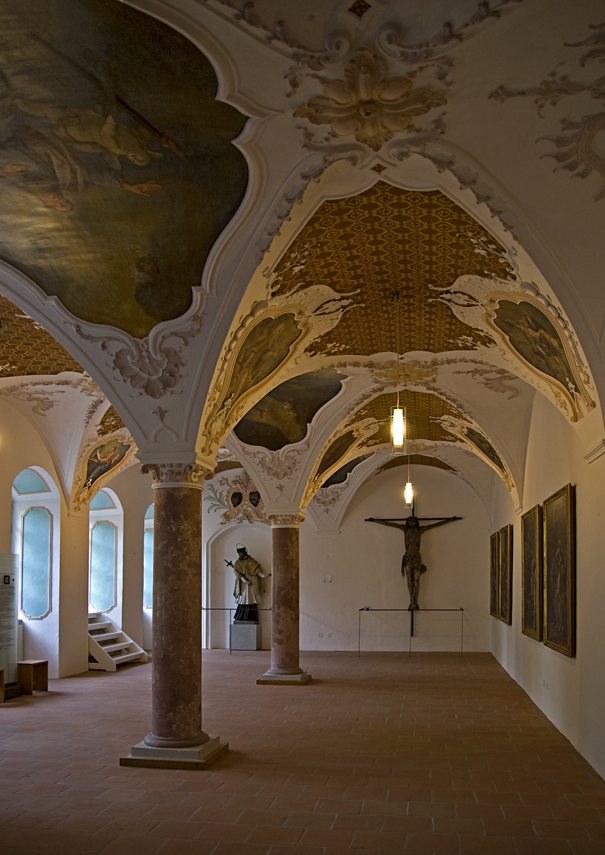
La sala della Biblioteca

## La ex chiesa parrocchiale di Santa Maria

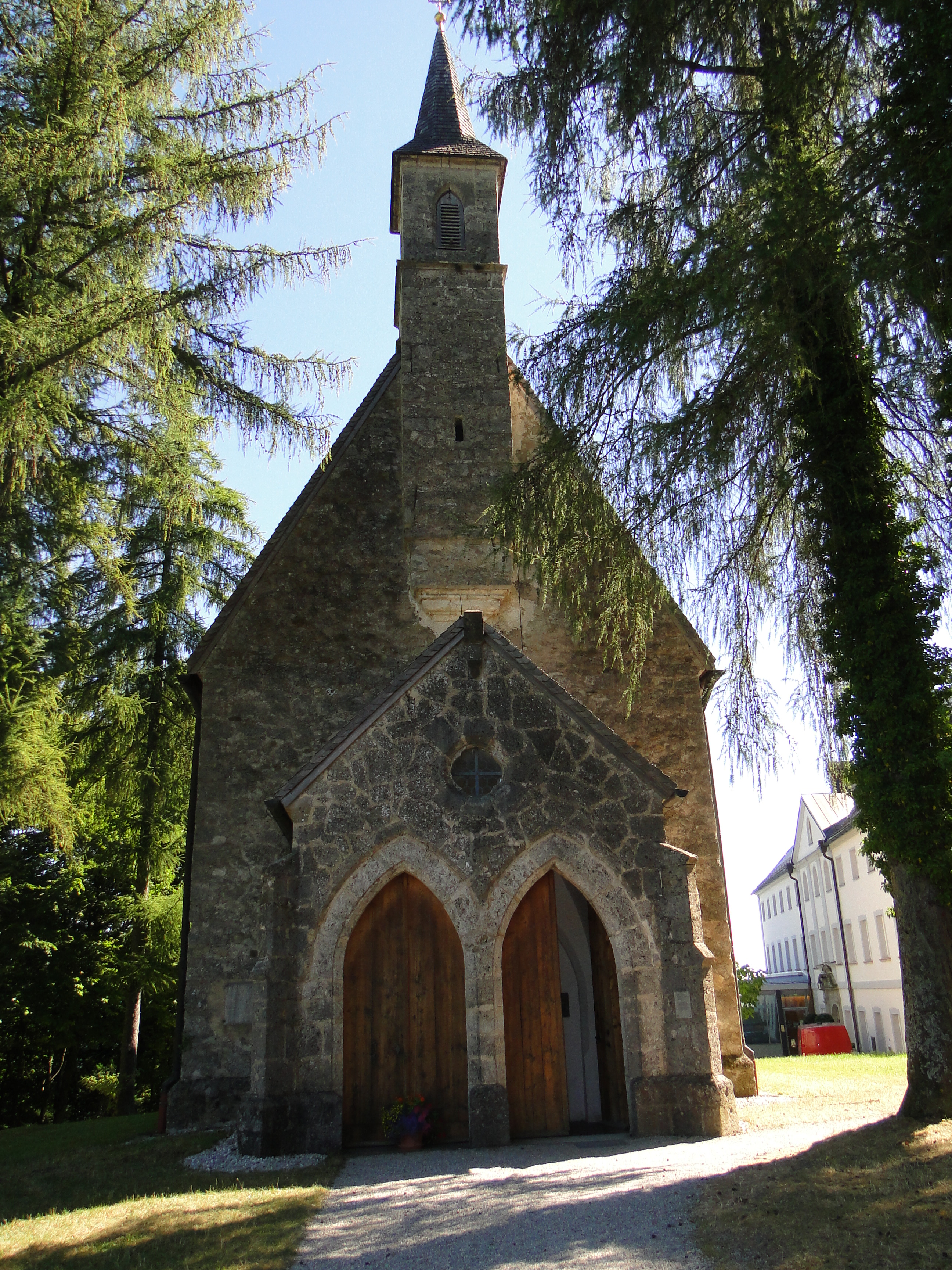
Ex chiesa parrocchiale di Santa Maria - Herreninsel

Si tratta di un edificio di culto di non vaste dimensioni, sito vicino al convento ed eretto in stile tardogotico, consacrato nel 1496 e ristrutturato fra il 1630 ed il 1632. L'altare è di stile barocco e risale alla prima ristrutturazione. Il soffitto è a cassettoni e riporta tavole dipinte con scene della vita di Maria. Era circondato originariamente da un cimitero, che nel 1803 venne chiuso e spianato.

## Note

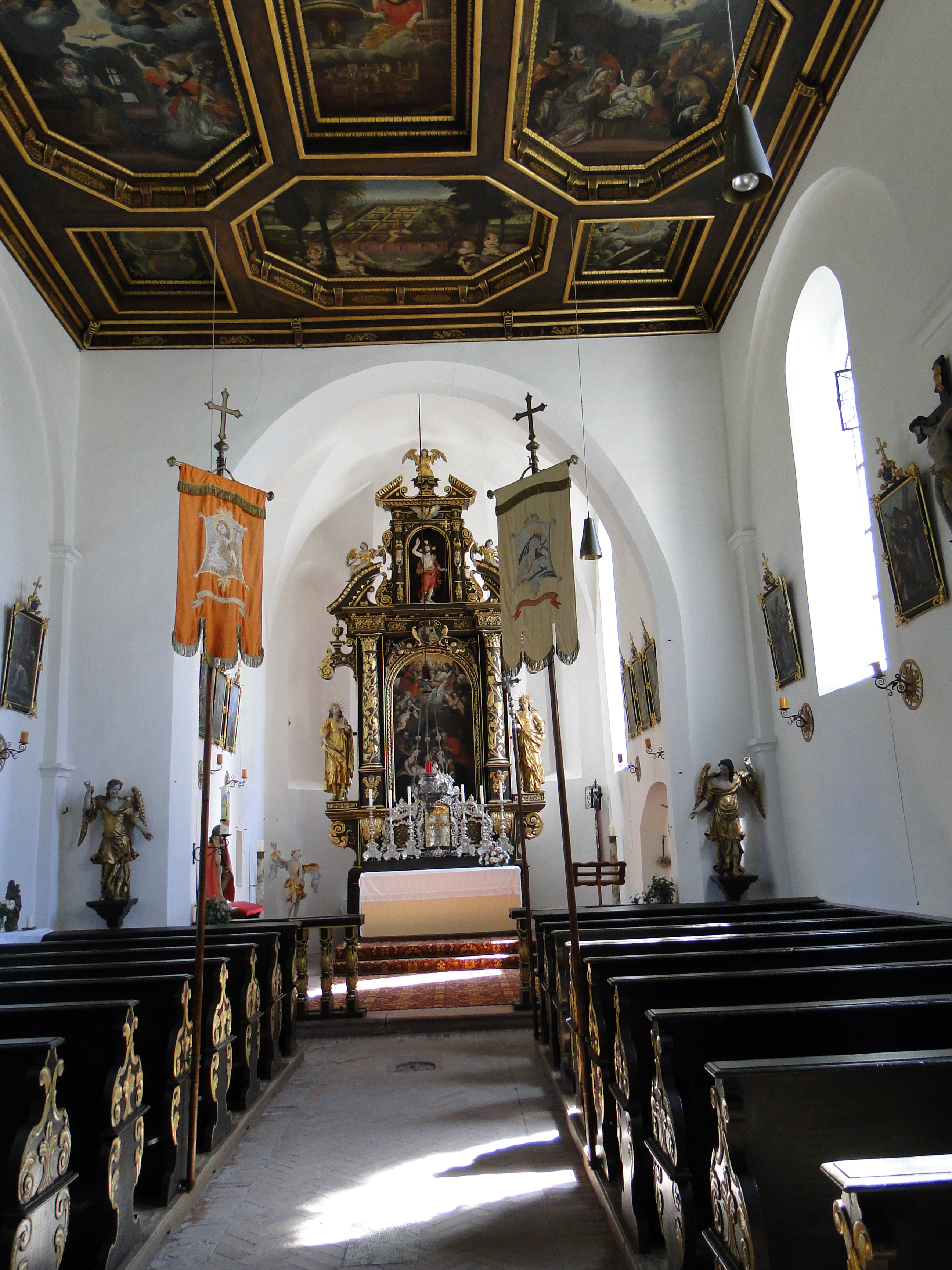
Ex chiesa parrocchiale di Santa Maria – Herreninsel-Interno